# 色庆乡
色庆乡，是中华人民共和国西藏自治区那曲市聂荣县下辖的一个乡镇级行政单位。

## 行政区划
色庆乡下辖以下地区：
曲美多东村、色确村、木地村、玉日村、巴热村、布曲村、西江松果村、嘎姆则亚村、其波村、斜嘎村、玛容村、其那村、东吉昂村、曲热布村、措马村、来波村、崩杰村、江苍村、那日村、羽毛雄村、楚布布村、达龙村、朗青村、彭青村、楚口村、帕玛村、尼斜村和帕玉村。